# أرتيميسينين
الأرتيميسينين (بالإنجليزية: Artemisinin)‏ المعروف أيضاً باسم Qinghaosu ومشتقاته هو مجموعة من الأدوية التي تملك معظم الفعالية القوية والسريعة من بين جميع الأدوية الحالية ضد الملاريا المنجلية. العلاجات التي تحتوي على مشتقات الأرتيميسينين (علاجات الارتيميسينين المركبة ACTs) هي الآن العلاج القياسي في جميع أنحاء العالم للمتصورة المنجلية.
بداية مركب الأرتيميسنين هو عزله من عشبة الشيح Artemisia annua، الشيح الحلو sweet wormwood، العشبة المستخدمة في الطب التقليدي الصيني. ذُكر الشيح في كتيبات الوصفات الصينية للعلاجات الإسعافية منذ 340 م لعلاج الحمى. وقد استخدم في الطب الصيني لأكثر من ألفي سنة في علاج الحمى والملاريا.
عزل الأرتيمسينين للمرة الأولى في عام 1965 من قبل الباحثين العسكريين الصينين.
كيميائياً الأرتيمسينين هو لاكتون أحادي ونصف التربين يحتوي على جسر بيروكسيدي غير عادي. ويعتقد أن هذا البيروكسيد مسئول عن آلية عمل الدواء. وينصح بتجنب استخدام الدواء كعلاج أحادي بوضوح من قبل منظمة الصحة العالمية، لوجود دلائل تشير إلى أن طفيليات الملاريا تطور مقاومة ضد هذا الدواء. لتقليل مخاطر المقاومة، يؤخذ الأرتيميسينين كجزء من «كوكتيل» . العلاجات التي تجمع بين الأرتيميسينين وبعض الأدوية الأخرى المضادة للملاريا هي العلاج المفضل للملاريا وكلاهما فعال وجيد التحمل لدى المرضى.
هو مبيد للمتقسمات الدموية schizonticide قوي وسريع التأثير، فعال ضد طفيلي الملاريا، بما في ذلك بعض السلالات المقاومة للعقاقير. فعال ضد المتصورات المنجلية المقاومة للكلوروكين والمتصورات المنجلية الحساسة للكلوروكين. بدون آثار جانبية كبيرة، فإنه سرعان ما يقلل من الحمى ويقلل من مستويات الدم من الطفيلي. كما يتزايد استخدامه في المتصورة النشيطة، فضلاً عن كونه موضوعاً للبحث في علاج السرطان.

## مشتقات الأرتيميسنين
نظراً لأن الأرتيميسينين نفسه لديه خصائص فيزيائية مثل سوء التوافر الحيوي والتي تحد من فعاليته، فقد تم تطوير مشتقات شبه صناعية من مادة الأرتيميسينين. وتشمل هذه:
- الأرتيسونات أرتيسونات (الذوابة في الماء: عن طريق الفم، المستقيم، العضلي، أو الاستخدام الوريدي).
- أرتيميثير أرتيميثر (الذوابة في الدهون: للاستخدام عن طريق الفم، المستقيم أو العضلي).
- دي هيدروأرتيميسينين Dihydroartemisinin.
- حمض الأرتيلينيك Artelinic acid.
- أرتينيمول Artenimol.
- أرتيموتيل أرتيمول.
- المزيج مع البيبيراكين أيضاً قيد التطوير.

## آلية التأثير
تنطوي فعاليته المضادة للملاريا على إنتاج الجذور الحرة داخل الفجوة الغذائية للمتصورة، والانشطار التالي لجسر البيروكسيد الداخلي للدواء بواسطة حديد هيم الكرية الحمراء المصابة بالطفيلي. ويُعتقد أيضاً أنه يرتبط تساهمياً ويُتلف بروتينات ملاريّة محددة. إنه يستقلب في الكبد ويطرح بشكل رئيسي في الصفراء.

## الاستطبابات
- الملاريا غير المعقدة:

يمكن استخدام الأرتيميسينين وحده، ولكن هذا يؤدي إلى ارتفاع معدل الانتكاس (عودة الطفيلي) ويتطلب أدوية أخرى لتنقية الجسم من جميع الطفيليات ومنع تكرارها. تضغط منظمة الصحة العالمية على الشركات المصنعة لوقف إنتاج الأدوية غير المركبة المتاحة للمجتمع الطبي ككل، حذراً من الكارثة التي ستنجم إذا طور طفيلي الملاريا مقاومة ضد الأرتيميسينين.
وقد أوصت منظمة الصحة العالمية بأن تكون العلاجات التوليفية للأرتيميسينين (ACT) هي خط العلاج الأول للمتصورة المنجلية في جميع أنحاء العالم. هذه التركيبات فعالة لأن الأرتيميسينين يقتل غالبية الطفيليات في بداية العلاج، في حين أن الدواء الشريك الذي يطرح ببطء أكثر يمسح الطفيليات المتبقية.
لا يستخدم الأرتيميسينين للوقاية من الملاريا بسبب الفعالية شديدة القصر (العمر النصفي) للدواء. لكي يكون فعالاً، فإنه يجب أن يُعطى عدة مرات كل يوم.
- الملاريا الشديدة:

أثبتت الأرتيسونات المعطاة عن طريق الحقن الوريدي أوالحقن العضلي تفوقاً على الكينين في التجارب العشوائية الواسعة المضبوطة في كل من البالغين والأطفال. تشمل أسباب هذا الاختلاف انخفاض حالات نقص سكر الدم، أسهل إعطاءً، وتأثيره أسرع ضد الطفيليات الموجودة في الدوران والمحتجزة. تنصح منظمة الصحة العالمية الآن بالأرتيسونات لعلاج جميع حالات الملاريا الحادة .
- علاج السرطان:

الأبحاث على الأرتيميسينين والسرطان لا تزال في المراحل المبكرة جداً.
- الديدان الطفيلية:

تم اكتشافه صدفة في الصين أثناء البحث عن مضاد جديد للبلهارسيا. كان الأرتيميسينين فعالاً ضد البلهارسيا والديدان المثقوبة الدموية البشرية والتي هي الالتهابات الطفيلية الثاني أكثر انتشاراً بعد الملاريا. الأرتيميسينين ومشتقاته كلها مضادات ديدان قوية.

## التأثيرات الجانبية
- الأرتيميسينين عموماً جيد التحمل في الجرعات المستخدمة لعلاج الملاريا. التأثيرات الجانبية لفئة الأرتيميسينين هي مشابهة لأعراض الملاريا: الغثيان، والقيء، الإسهال، وفقدان الشهية، والدوخة. *وقد لوحظ أيضاً شذوذات معتدلة في الدم.
- هناك تأثير جانبي نادر ولكنه خطير هو رد الفعل التحسسي.
- يمكن أن تساهم الأدوية المستخدمة في العلاجات التركيبية في التأثيرات الجانبية التي يعاني منها هؤلاء الذين يخضعون للعلاج. تميل التأثيرات الجانبية في مرضى الملاريا المنجلية الحادة المعالجون بمشتقات الأرتيميسينين لأن تكون أعلى.
- ولكن، عموماً الأرتيميسينين آمن بشكل ملحوظ. قد تسبب الجرعات العالية جداً سمية عصبية وتطاول الفترة الزمنية QT.